# Prionotropis flexuosa
Prionotropis flexuosa är en insektsart som först beskrevs av Jean Guillaume Audinet Serville 1838.  Prionotropis flexuosa ingår i släktet Prionotropis och familjen Pamphagidae. Inga underarter finns listade i Catalogue of Life.